# Blind Boy Fuller
| Blind_Boy_Fuller                          | Blind_Boy_Fuller                          |
| Kattints az alábbi külső linkek egyikére! | Kattints az alábbi külső linkek egyikére! |
| ----------------------------------------- | ----------------------------------------- |
| Nem található szabad kép.(?)              |                                           |
| külső link · jogvédett                    | Blind_Boy_Fuller                          |

Blind Boy Fuller (Anson megye vagy Wadesboro, 1907. július 10. –‎ Durham, 1941. február 13.) amerikai bluesgitáros, énekes.

## Pályafutása
Rövid, de termékeny karrierje során (1935-1941) Fuller az Egyesült Államok délkeleti részének egyik legnépszerűbb előadója volt. Lemezei ezerszám keltek el. A hagyományos blues, ragtime, hokum popos fellépései lehetővé tették számára a lehető legszélesebb közönség meghóditását. Fuller acélos zengő gitárja rendkívül népszerű volt mind lemezen, mind személyesen egészen 1941-ben bekövetkezett haláláig.
Az észak-karolinai Fuller gyorsan megtanult gitározni. Az öregebb énekesektől gyorsan megtanulta a hagyományos fordulatokat, kiáltásokat, a ragtime-ot.
Tinédzser korában elvesztette látását. Utcasarkokon, dohányraktárak előtt, Durhamban és Raleighben játszott – ahol sok afroamerikai dolgozott akkoriban. Az 1930-as évek elején találkozott Cora Mae Allennel, akivel összeházasdott. Durhamben telepedtek le. J.B. Long hallotta Fullert játszani, és megszervezte, hogy felvételt készítsen az American Record Company (ARC) számára. Long Fuller nevet adta a gitárosnak, és a menedzsere lett. Gary Davis gitárossal és Bull City Red  mosódeszkás játékossal ARC számára lemezeket készítettek.
1935-1940 között Fuller több mint 120 dalt rögzített, főleg az ARC-nek és a Decca Recordsnak. Repertoárja a ragtime-tól a bluesig terjedt, beleértve a szuggesztív hokum karakterű dalokat is. Fuller számos eredeti dala a piedmonti blues stílus mércéjévé vált. Dalszövegei a vak afroamerikai emberként szerzett tapasztalataira támaszkodtak, melyek leírták az afroamerikaik szegénységét, betegséget, halálát.
Fuller fiatalon, 1941-ben, 33 évesen halt meg vérmérgezésben, ami veseelégtelenséghez vezetett. Hatására számos rockzenész hivatkozik, köztük a The Rolling Stones, Eric Clapton és mások.

## Albumok
- 2004: Remastered 1935-1938
- 2008: Roots 'n' Blues: East Coast Piedmont Style

## Díjak
- 2004: Blues Hall of Fame